# Ореосоматовые
Ореосоматовые, или бугристые солнечники (лат. Oreosomatidae), — семейство морских лучепёрых рыб из отряда солнечникообразных (Zeiformes).

## Описание
Тело высокое, сильно сжато с боков, покрыто мелкой циклоидной или ктеноидной чешуёй. Рот выступающий, выдвижной. У неполовозрелых молодых особей на некоторых частях тела разбросаны костные бляшки конической формы. В спинном плавнике 5—8 колючих и 29—35 мягких лучей. В анальном плавнике 2—4 колючих и 26—33 мягких лучей. В грудных плавниках 17—22 мягких лучей. В брюшных плавниках один колючий и 5—7 мягких лучей. Максимальная длина тела 68 см у Pseudocyttus maculatus, длина тела у остальных представителей семейства не превышает 40 см.

## Биология
Питаются ракообразными, мелкими рыбами и головоногими. Молодь бугристых солнечников ведёт пелагический образ жизни и по внешнему виду заметно отличается от взрослых особей. Ранее молодых рыб даже относили к отдельным видам. Продолжительность жизни представителей семейства довольно велика и достигает 130 лет у Allocyttus verrucosus.

## Распространение и места обитания
Распространены во всех океанах Южного полушария; наиболее многочисленны в водах у юга Африки и юга Австралии. Морские глубоководные бентопелагические рыбы. Обитают на континентальном склоне на глубине от 400 до 1800 м. Представители некоторых видов могут образовывать большие скопления вблизи подводных возвышенностей и каньонов.

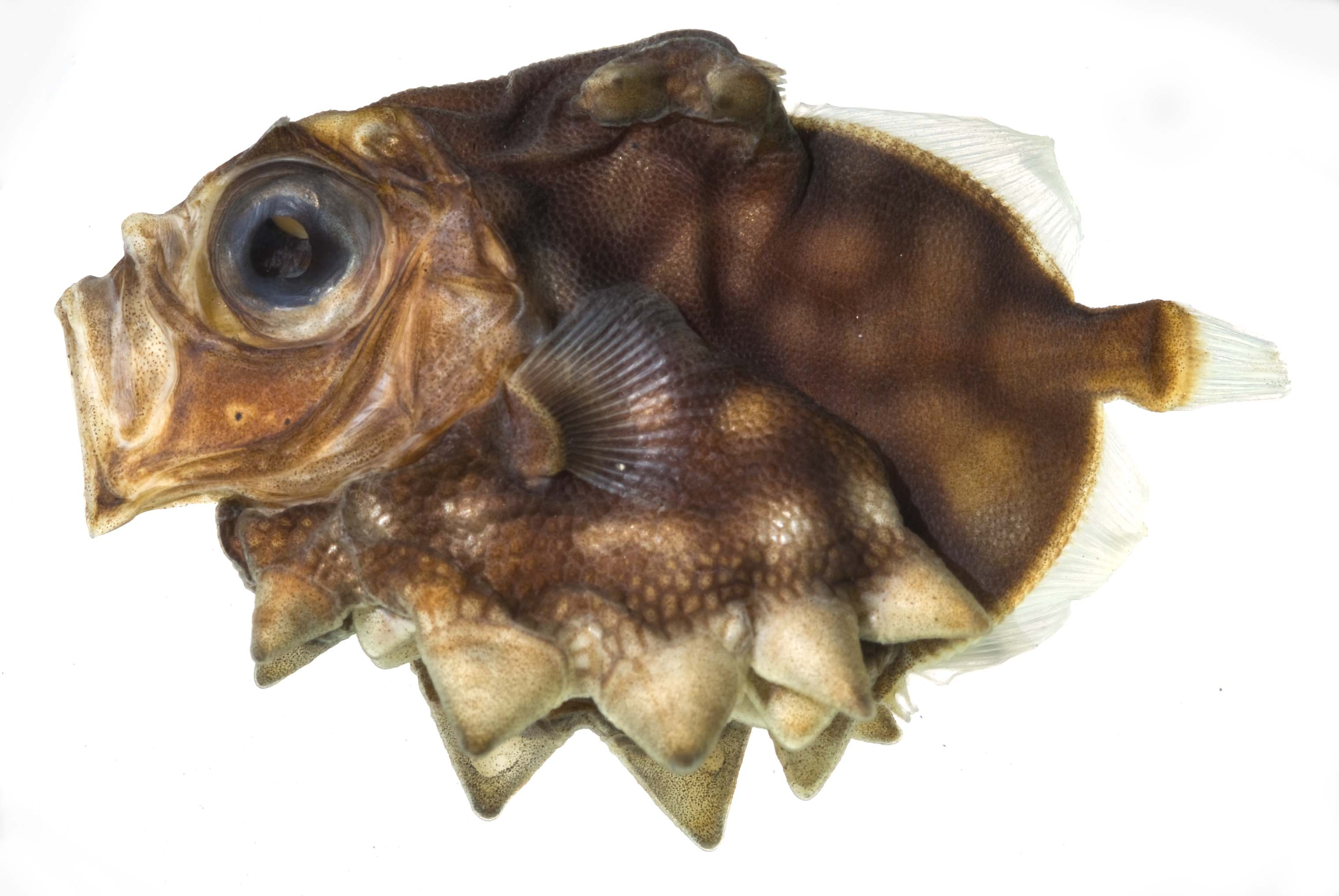
Oreosoma atlanticum

## Классификация
В составе семейства выделяют два подсемейства с 4 родами и 9—10 видами:
- Подсемейство Oreosomatinae
  - Род Allocyttus — аллоциты, или лунники, или бородавчатые солнечники
  - Род Neocyttus — неоциты
  - Род Oreosoma — ореосомы
- Подсемейство Pseudocyttinae
  - Род Pseudocyttus — псевдоциты
    - Pseudocyttus maculatus — пятнистый псевдоцит